# 24 Horas de Le Mans de 1991
As 24 Hours of Le Mans de 1991 foi o 59º grande prêmio automobilístico das 24 Horas de Le Mans, tendo acontecido nos dias 22 e 23 de junho 1991 em Le Mans, França no autódromo francês, Circuit de la Sarthe.

## Resultados Finais

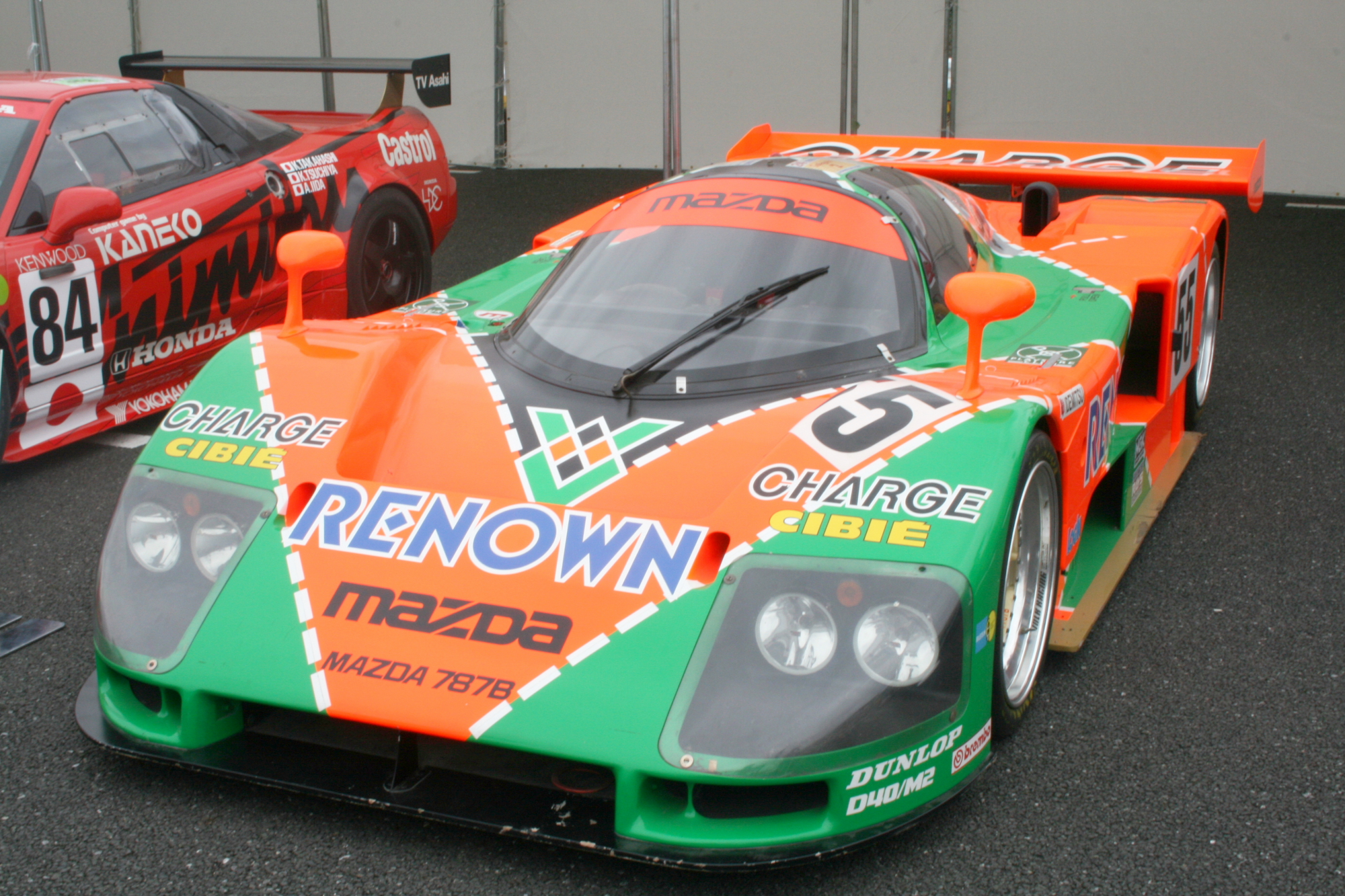
1. 55 Mazda 787B

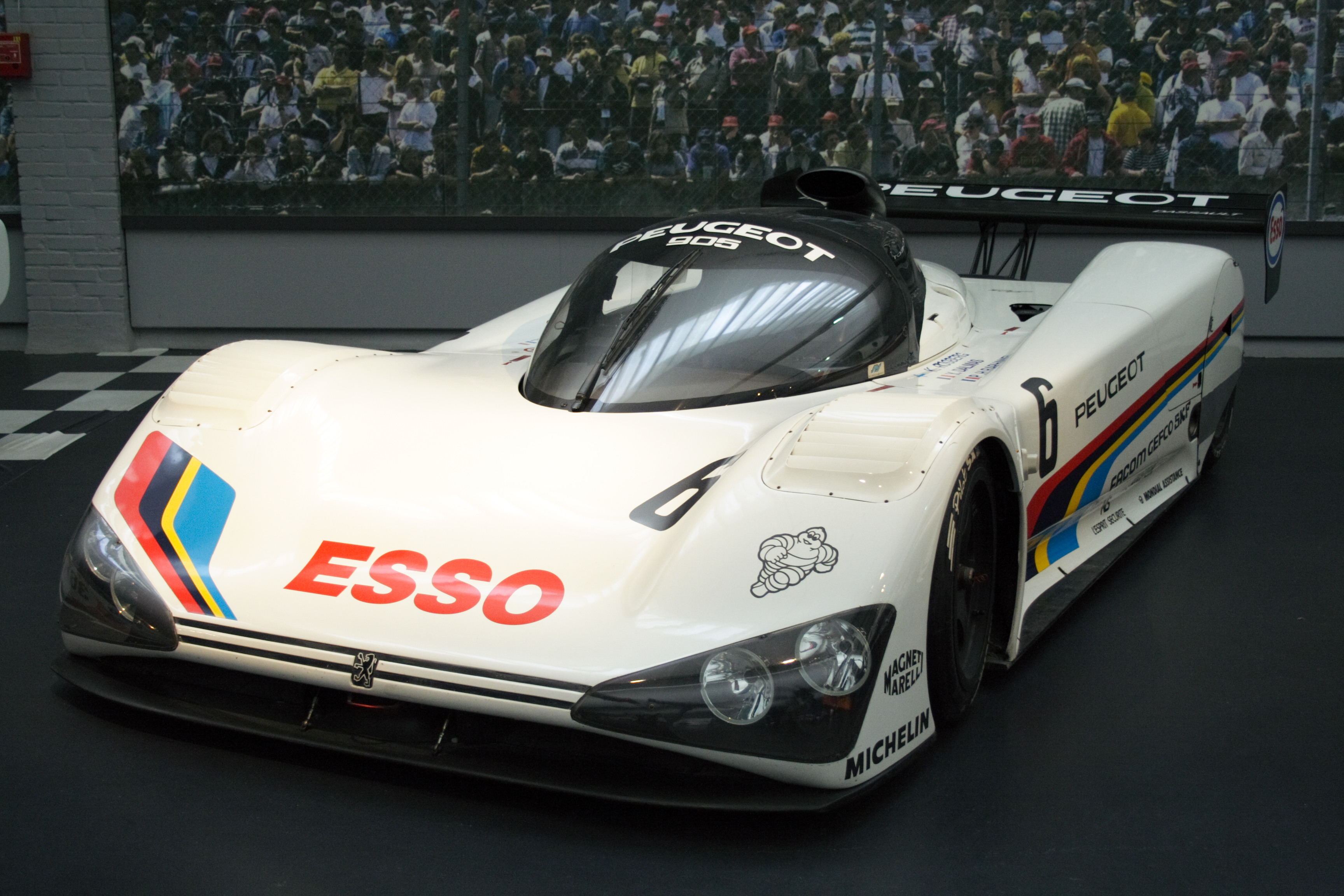
1. 6 Peugeot 905

| Pos    | Class | No | Equipe                                                       | Pilotos                                                 | Chassis                            | Pneus | Voltas |
| Pos    | Class | No | Equipe                                                       | Pilotos                                                 | Motor                              | Pneus | Voltas |
| ------ | ----- | -- | ------------------------------------------------------------ | ------------------------------------------------------- | ---------------------------------- | ----- | ------ |
| 1      | C2    | 55 | Mazdaspeed Co. Ltd. Oreca                                    | Volker Weidler Johnny Herbert Bertrand Gachot           | Mazda 787B                         | D     | 362    |
| 1      | C2    | 55 | Mazdaspeed Co. Ltd. Oreca                                    | Volker Weidler Johnny Herbert Bertrand Gachot           | Mazda R26B 2.6L 4-Rotor            | D     | 362    |
| 2      | C2    | 35 | Silk Cut Jaguar Tom Walkinshaw Racing                        | Davy Jones Raul Boesel Michel Ferté                     | Jaguar XJR-12                      | G     | 360    |
| 2      | C2    | 35 | Silk Cut Jaguar Tom Walkinshaw Racing                        | Davy Jones Raul Boesel Michel Ferté                     | Jaguar 7.4L V12                    | G     | 360    |
| 3      | C2    | 34 | Silk Cut Jaguar Tom Walkinshaw Racing                        | Bob Wollek Teo Fabi Kenny Acheson                       | Jaguar XJR-12                      | G     | 358    |
| 3      | C2    | 34 | Silk Cut Jaguar Tom Walkinshaw Racing                        | Bob Wollek Teo Fabi Kenny Acheson                       | Jaguar 7.4L V12                    | G     | 358    |
| 4      | C2    | 33 | Silk Cut Jaguar Tom Walkinshaw Racing                        | Derek Warwick John Nielsen Andy Wallace                 | Jaguar XJR-12                      | G     | 356    |
| 4      | C2    | 33 | Silk Cut Jaguar Tom Walkinshaw Racing                        | Derek Warwick John Nielsen Andy Wallace                 | Jaguar 7.4L V12                    | G     | 356    |
| 5      | C2    | 31 | Team Sauber Mercedes                                         | Karl Wendlinger Michael Schumacher Fritz Kreutzpointner | Mercedes-Benz C11                  | G     | 355    |
| 5      | C2    | 31 | Team Sauber Mercedes                                         | Karl Wendlinger Michael Schumacher Fritz Kreutzpointner | Mercedes-Benz M119 5.0L Turbo V8   | G     | 355    |
| 6      | C2    | 18 | Mazdaspeed Co. Ltd. Oreca                                    | Dave Kennedy Stefan Johansson Maurizio Sandro Sala      | Mazda 787B                         | D     | 355    |
| 6      | C2    | 18 | Mazdaspeed Co. Ltd. Oreca                                    | Dave Kennedy Stefan Johansson Maurizio Sandro Sala      | Mazda R26B 2.6L 4-Rotor            | D     | 355    |
| 7      | C2    | 58 | Konrad Motorsport Joest Porsche Racing                       | Hans Joachim Stuck Derek Bell Frank Jelinski            | Porsche 962C                       | G     | 347    |
| 7      | C2    | 58 | Konrad Motorsport Joest Porsche Racing                       | Hans Joachim Stuck Derek Bell Frank Jelinski            | Porsche Type-935 3.2L Turbo Flat-6 | G     | 347    |
| 8      | C2    | 56 | Mazdaspeed Co. Ltd. Oreca                                    | Pierre Dieudonné Takashi Yorino Yojiro Terada           | Mazda 787                          | D     | 346    |
| 8      | C2    | 56 | Mazdaspeed Co. Ltd. Oreca                                    | Pierre Dieudonné Takashi Yorino Yojiro Terada           | Mazda R26B 2.6L 4-Rotor            | D     | 346    |
| 9      | C2    | 11 | Porsche Kremer Racing                                        | Manuel Reuter Harri Toivonen JJ Lehto                   | Porsche 962CK6                     | Y     | 343    |
| 9      | C2    | 11 | Porsche Kremer Racing                                        | Manuel Reuter Harri Toivonen JJ Lehto                   | Porsche Type-935 3.2L Turbo Flat-6 | Y     | 343    |
| 10     | C2    | 17 | Repsol Brun Motorsport                                       | Oscar Larrauri Jésus Pareja Walter Brun                 | Porsche 962C                       | Y     | 338    |
| 10     | C2    | 17 | Repsol Brun Motorsport                                       | Oscar Larrauri Jésus Pareja Walter Brun                 | Porsche Type-935 3.2L Turbo Flat-6 | Y     | 338    |
| 11     | C2    | 12 | Courage Compétition                                          | François Migault Lionel Robert Jean-Daniel Raulet       | Cougar C26S                        | G     | 331    |
| 11     | C2    | 12 | Courage Compétition                                          | François Migault Lionel Robert Jean-Daniel Raulet       | Porsche Type-935 3.0L Turbo Flat-6 | G     | 331    |
| 12     | C1    | 41 | Euro Racing Team Fedco                                       | Kiyoshi Misaki Hisashi Yokoshima Naoki Nagasaka         | Spice SE90C                        | G     | 326    |
| 12     | C1    | 41 | Euro Racing Team Fedco                                       | Kiyoshi Misaki Hisashi Yokoshima Naoki Nagasaka         | Ford Cosworth DFZ 3.5L V8          | G     | 326    |
| 13 NC  | C2    | 53 | Team Salamin Primagaz Team Schuppan                          | Hurley Haywood James Weaver Wayne Taylor                | Porsche 962C                       | D     | 316    |
| 13 NC  | C2    | 53 | Team Salamin Primagaz Team Schuppan                          | Hurley Haywood James Weaver Wayne Taylor                | Porsche Type-935 3.0L Turbo Flat-6 | D     | 316    |
| 14 NC  | C1    | 43 | Euro Racing PC Automotive                                    | Richard Piper Olindo Iacobelli Jean-Louis Ricci         | Spice SE89C                        | G     | 280    |
| 14 NC  | C1    | 43 | Euro Racing PC Automotive                                    | Richard Piper Olindo Iacobelli Jean-Louis Ricci         | Ford Cosworth DFZ 3.5L V8          | G     | 280    |
| 15 NC  | C2    | 15 | Veneto Equipe                                                | Luigi Giorgio Almo Copelli                              | Lancia LC2                         | D     | 111    |
| 15 NC  | C2    | 15 | Veneto Equipe                                                | Luigi Giorgio Almo Copelli                              | Ferrari 308C 3.0L Turbo V8         | D     | 111    |
| 16 DNF | C2    | 1  | Team Sauber Mercedes                                         | Jean-Louis Schlesser Jochen Mass Alain Ferté            | Mercedes-Benz C11                  | G     | 319    |
| 16 DNF | C2    | 1  | Team Sauber Mercedes                                         | Jean-Louis Schlesser Jochen Mass Alain Ferté            | Mercedes-Benz M119 5.0L Turbo V8   | G     | 319    |
| 17 DNF | C2    | 49 | Courage Compétition Trust Racing                             | Steven Andskär George Fouché                            | Porsche 962C                       | D     | 316    |
| 17 DNF | C2    | 49 | Courage Compétition Trust Racing                             | Steven Andskär George Fouché                            | Porsche Type-935 3.2L Turbo Flat-6 | D     | 316    |
| 18 NC  | C2    | 47 | Courage Compétition                                          | Michel Trollé Claude Bourbonnais Marco Brand            | Cougar C26S                        | G     | 293    |
| 18 NC  | C2    | 47 | Courage Compétition                                          | Michel Trollé Claude Bourbonnais Marco Brand            | Porsche Type-935 3.0L Turbo Flat-6 | G     | 293    |
| 19 DNF | C2    | 51 | Team Salamin Primagaz Obermaier Racing                       | Jürgen Lässig Pierre Yver Otto Altenbach                | Porsche 962C                       | G     | 232    |
| 19 DNF | C2    | 51 | Team Salamin Primagaz Obermaier Racing                       | Jürgen Lässig Pierre Yver Otto Altenbach                | Porsche Type-935 3.2L Turbo Flat-6 | G     | 232    |
| 20 DNF | C2    | 32 | Team Sauber Mercedes                                         | Jonathan Palmer Stanley Dickens Kurt Thiim              | Mercedes-Benz C11                  | G     | 223    |
| 20 DNF | C2    | 32 | Team Sauber Mercedes                                         | Jonathan Palmer Stanley Dickens Kurt Thiim              | Mercedes-Benz M119 5.0L Turbo V8   | G     | 223    |
| 21 DNF | C2    | 52 | Team Salamin Primagaz Team Schuppan                          | Eje Elgh Roland Ratzenberger Will Hoy                   | Porsche 962C                       | D     | 202    |
| 21 DNF | C2    | 52 | Team Salamin Primagaz Team Schuppan                          | Eje Elgh Roland Ratzenberger Will Hoy                   | Porsche Type-935 3.0L Turbo Flat-6 | D     | 202    |
| 22 DNF | C2    | 57 | Konrad Motorsport Joest Porsche Racing                       | Louis Krages Bernd Schneider Henri Pescarolo            | Porsche 962C                       | G     | 197    |
| 22 DNF | C2    | 57 | Konrad Motorsport Joest Porsche Racing                       | Louis Krages Bernd Schneider Henri Pescarolo            | Porsche Type-935 3.2L Turbo Flat-6 | G     | 197    |
| 23 DNF | C2    | 36 | TWR Suntec Jaguar                                            | David Leslie Mauro Martini Jeff Krosnoff                | Jaguar XJR-12                      | G     | 183    |
| 23 DNF | C2    | 36 | TWR Suntec Jaguar                                            | David Leslie Mauro Martini Jeff Krosnoff                | Jaguar 7.4L V12                    | G     | 183    |
| 24 DNF | C1    | 39 | Graff Racing Automobiles Louis Descartes                     | Jean-Philippe Grand Michel Maisonneuve Xavier Lapeyre   | Spice SE89C                        | G     | 163    |
| 24 DNF | C1    | 39 | Graff Racing Automobiles Louis Descartes                     | Jean-Philippe Grand Michel Maisonneuve Xavier Lapeyre   | Ford Cosworth DFZ 3.5L V8          | G     | 163    |
| 25 DNF | C2    | 16 | Repsol Brun Motorsport                                       | Harald Huysman Robbie Stirling Bernard Santal           | Porsche 962C                       | Y     | 138    |
| 25 DNF | C2    | 16 | Repsol Brun Motorsport                                       | Harald Huysman Robbie Stirling Bernard Santal           | Porsche Type-935 3.2L Turbo Flat-6 | Y     | 138    |
| 26 DNF | C2    | 45 | Euro Racing Chamberlain Engineering                          | Nick Adams Robin Donovan Richard Jones                  | Spice SE89C                        | G     | 128    |
| 26 DNF | C2    | 45 | Euro Racing Chamberlain Engineering                          | Nick Adams Robin Donovan Richard Jones                  | Ford Cosworth DFZ 3.5L V8          | G     | 128    |
| 27 DNF | C2    | 14 | Team Salamin Primagaz                                        | Antoine Salamin Max Cohen-Olivar Marcel Terris          | Porsche 962C                       | G     | 101    |
| 27 DNF | C2    | 14 | Team Salamin Primagaz                                        | Antoine Salamin Max Cohen-Olivar Marcel Terris          | Porsche Type-935 3.2L Turbo Flat-6 | G     | 101    |
| 28 DNF | C2    | 21 | Konrad Motorsport                                            | Franz Konrad Anthony Reid Pierre-Alain Lombardi         | Porsche 962C                       | Y     | 98     |
| 28 DNF | C2    | 21 | Konrad Motorsport                                            | Franz Konrad Anthony Reid Pierre-Alain Lombardi         | Porsche Type-935 3.2L Turbo Flat-6 | Y     | 98     |
| 29 DNF | C2    | 50 | Courage Compétition Alméras Freres                           | Jacques Alméras Jean-Marie Alméras Pierre de Thosiy     | Porsche 962C                       | G     | 86     |
| 29 DNF | C2    | 50 | Courage Compétition Alméras Freres                           | Jacques Alméras Jean-Marie Alméras Pierre de Thosiy     | Porsche Type-935 3.0L Turbo Flat-6 | G     | 86     |
| 30 DNF | C1    | 44 | Euro Racing Chamberlain Engineering                          | John Sheldon Ferdinand de Lesseps Charles Rickett       | Spice SE89C                        | G     | 85     |
| 30 DNF | C1    | 44 | Euro Racing Chamberlain Engineering                          | John Sheldon Ferdinand de Lesseps Charles Rickett       | Ford Cosworth DFZ 3.5L V8          | G     | 85     |
| 31 DNF | C1    | 8  | Euro Racing                                                  | Cor Euser Charles Zwolsman Tim Harvey                   | Spice SE90C                        | G     | 72     |
| 31 DNF | C1    | 8  | Euro Racing                                                  | Cor Euser Charles Zwolsman Tim Harvey                   | Ford Cosworth DFZ 3.5L V8          | G     | 72     |
| 32 DNF | C1    | 6  | Peugeot Talbot Sport                                         | Keke Rosberg Yannick Dalmas Pierre Henri Raphanel       | Peugeot 905                        | M     | 68     |
| 32 DNF | C1    | 6  | Peugeot Talbot Sport                                         | Keke Rosberg Yannick Dalmas Pierre Henri Raphanel       | Peugeot SA35 3.5L V10              | M     | 68     |
| 33 DNF | C1    | 40 | Euro Racing A.O. Racing                                      | Lyn St. James Desiré Wilson Cathy Muller                | Spice SE90C                        | D     | 47     |
| 33 DNF | C1    | 40 | Euro Racing A.O. Racing                                      | Lyn St. James Desiré Wilson Cathy Muller                | Ford Cosworth DFZ 3.5L V8          | D     | 47     |
| 34 DNF | C2    | 13 | Courage Compétition                                          | Johnny Dumfries Anders Olofsson Thomas Danielsson       | Cougar C26S                        | G     | 45     |
| 34 DNF | C2    | 13 | Courage Compétition                                          | Johnny Dumfries Anders Olofsson Thomas Danielsson       | Porsche Type-935 3.0L Turbo Flat-6 | G     | 45     |
| 35 DNF | C1    | 37 | Automobiles Louis Descartes Racing Organization Course (ROC) | Bernard Thuner Pascal Fabre                             | ROC 002                            | G     | 38     |
| 35 DNF | C1    | 37 | Automobiles Louis Descartes Racing Organization Course (ROC) | Bernard Thuner Pascal Fabre                             | Ford Cosworth DFR 3.5L V8          | G     | 38     |
| 36 DNF | C1    | 5  | Peugeot Talbot Sport                                         | Mauro Baldi Philippe Alliot Jean-Pierre Jabouille       | Peugeot 905                        | M     | 22     |
| 36 DNF | C1    | 5  | Peugeot Talbot Sport                                         | Mauro Baldi Philippe Alliot Jean-Pierre Jabouille       | Peugeot SA35 3.5L V10              | M     | 22     |
| 37 DNF | C2    | 46 | Porsche Kremer Racing                                        | Tomas Lopez Gregor Foitek Tiff Needell                  | Porsche 962CK6                     | Y     | 18     |
| 37 DNF | C2    | 46 | Porsche Kremer Racing                                        | Tomas Lopez Gregor Foitek Tiff Needell                  | Porsche Type-935 3.2L Turbo Flat-6 | Y     | 18     |
| 38 DNF | C1    | 7  | Automobiles Louis Descartes                                  | Philippe de Henning Luigi Taverna Patrick Gonin         | ALD C91                            | G     | 16     |
| 38 DNF | C1    | 7  | Automobiles Louis Descartes                                  | Philippe de Henning Luigi Taverna Patrick Gonin         | Ford Cosworth DFR 3.5L V8          | G     | 16     |
| DNS    | C2    | 59 | Konrad Motorsport Joest Porsche Racing                       | Franz Konrad Jürgen Barth                               | Porsche 962C                       | G     | -      |
| DNS    | C2    | 59 | Konrad Motorsport Joest Porsche Racing                       | Franz Konrad Jürgen Barth                               | Porsche Type-935 3.0L Turbo Flat-6 | G     | -      |
| DNS    | C1    | 4  | Silk Cut Jaguar Tom Walkinshaw Racing                        | Teo Fabi Kenny Acheson Andy Wallace                     | Jaguar XJR-14                      | G     | -      |
| DNS    | C1    | 4  | Silk Cut Jaguar Tom Walkinshaw Racing                        | Teo Fabi Kenny Acheson Andy Wallace                     | Jaguar Cosworth HB 3.5L V8         | G     | -      |
| DNQ    | C2    | 48 | Courage Compétition                                          | Chris Hodgetts Andrew Hepworth Thierry Lacerf           | Cougar C24S                        | G     | -      |
| DNQ    | C2    | 48 | Courage Compétition                                          | Chris Hodgetts Andrew Hepworth Thierry Lacerf           | Porsche Type-935 3.0L Turbo Flat-6 | G     | -      |
| DNQ    | C1    | 2  | Team Sauber Mercedes                                         | Karl Wendlinger Michael Schumacher Fritz Kreutzpointner | Mercedes-Benz C291                 | G     | -      |
| DNQ    | C1    | 2  | Team Sauber Mercedes                                         | Karl Wendlinger Michael Schumacher Fritz Kreutzpointner | Mercedes-Benz M291 3.5L Flat-12    | G     | -      |
| DNQ    | C2    | 42 | Euro Racing                                                  | Justin Bell Shunji Kasuya                               | Spice SE88P                        | G     | -      |
| DNQ    | C2    | 42 | Euro Racing                                                  | Justin Bell Shunji Kasuya                               | Ferrari 308C 3.5L Turbo V8         | G     | -      |
| DNQ    | C2    | 54 | Team Salamin Primagaz Team Davey                             | Katsunori Iketani Mercedes Stermitz Val Musetti         | Porsche 962C                       | G     | -      |
| DNQ    | C2    | 54 | Team Salamin Primagaz Team Davey                             | Katsunori Iketani Mercedes Stermitz Val Musetti         | Porsche Type-935 3.2L Turbo Flat-6 | G     | -      |

Legenda :DNQ = Não largou - DNF = Abandono - NC = Não classificado - DSQ= Desqualificado